# Eltonåsen
Eltonåsen là một làng nằm ở Na Uy.